# Ebba Jacobson-Lilius

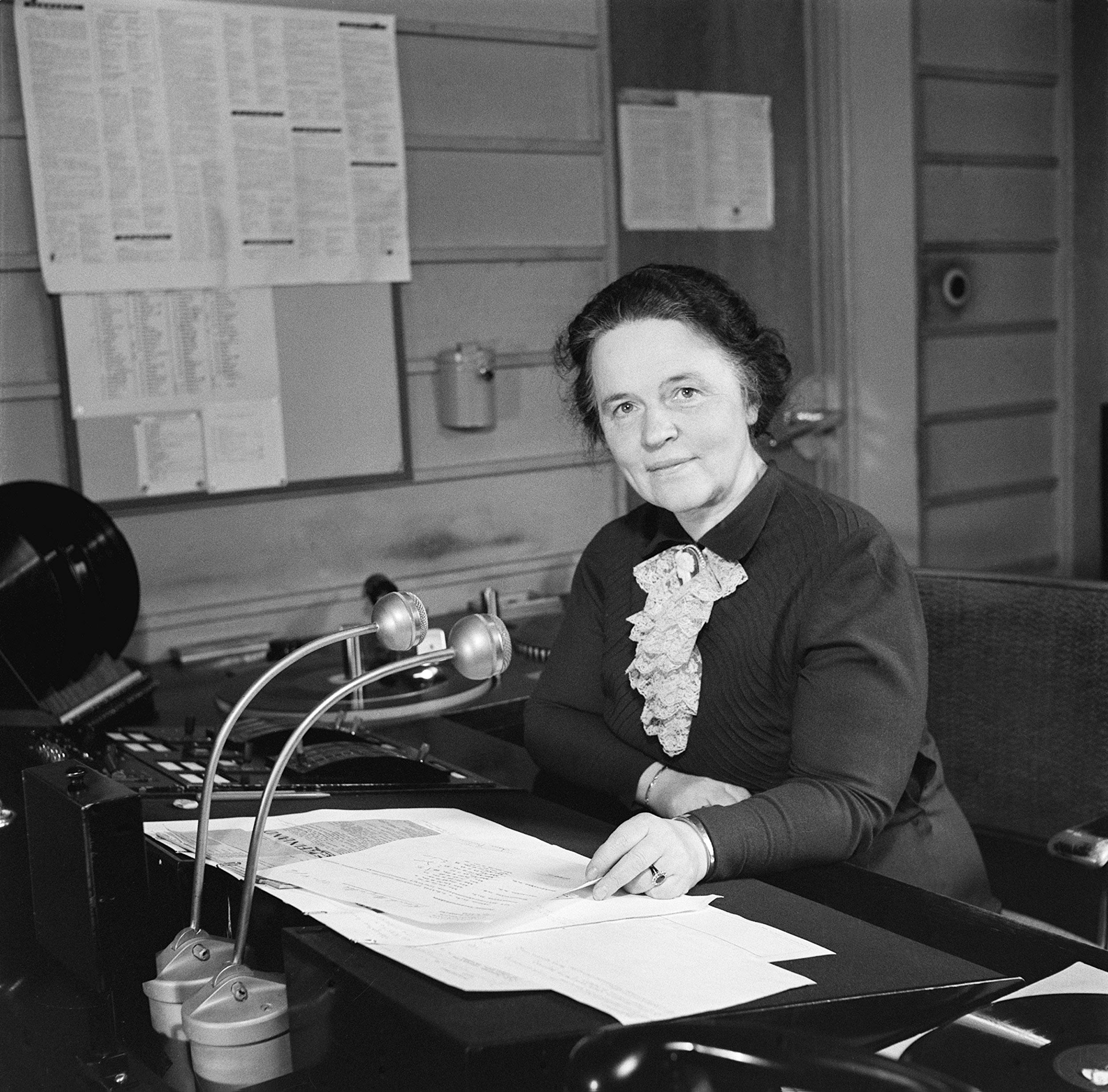
Ebba Jacobson-Lilius.

Ebba Alma Naemi Jacobson-Lilius, född 7 mars 1888 i Ijo, död 22 mars 1970 i Helsingfors, var en finländsk talpedagog. Hon ingick 1912 äktenskap med Aleko Lilius.
Jacobso, som var dotter till sjömansprästen och folkhögskoleinspektören Victor Im. Jacobson och Alma Thauvon, blev student 1908, genomgick Helsingfors universitets gymnastikinrättning 1912 samt studerade välläsning och sång för kammarsångare Herman Gura i Helsingfors och för Hilma Henningsson i Stockholm. Hon var lärare i talteknik och välläsning vid Helsingfors konservatorium (Sibelius-Akademien) från 1927, lärare i talteknik vid Helsingfors universitets gymnastikinrättning 1943–1948, vid Finlands Röda Kors talkurser för gomdefekta barn 1938–1944 och conférencière vid Finlands Rundradio 1929–1946. Hon uppträdde bland annat i Storbritannien och Finland som sångsolist vid körkonserter och gav ett flertal recitationsaftnar i Helsingfors och övriga Finland.